# John Norreys
John Norreys (1547 – 3 de julio de 1597), escrito frecuentemente John Norris, fue un militar inglés de la época isabelina. Hijo de Henry Norris, I Baron Norreys, amigo personal de Isabel I, Norreys participó activamente en las operaciones militares inglesas: las Guerras de Religión de Francia, la Guerra de los Ochenta Años en Flandes, la Guerra contra España, y la reconquista Tudor de Irlanda en la Guerra de los Nueve Años, siendo el responsable de la masacre de Rathlin Island de 1575. Fue uno de los militares ingleses más reputados de su época.

## Primeros años
Norreys, segundo hijo de Henry Norris y Marjorie Williams, nació en el castillo de Yattendon. Su abuelo paterno, Sir Henry Norreys había sido ejecutado en la Torre de Londres, acusado de ser uno de los amantes de Ana Bolena.
Un tío abuelo de Norreys había sido guardián de la joven princesa Isabel, que había estado alojada en Yattendon durante su viaje a Woodstock. La futura reina entablaría una amistad muy íntima con la madre de Norreys.
Norreys creció con cinco hermanos, varios de los cuales servirían con él durante las guerras de Isabel. Se cree que asistió, aunque por poco tiempo al Magdalen College de Oxford.
Su padre fue nombrado embajador en Francia y en 1567, John y su hermano mayor William estuvieron presentes en la Batalla de Saint-Denis y colaboraron en el informe que su padre presentaría a la reina.

## Primeros años en el ejército
Cuando su padre fue convocado nuevamente a Londres en enero de 1571, Norreys permaneció en Francia, donde comenzó a tratar al nuevo embajador Francis Walsingham. En 1571, Norrey sirvió como voluntario a las órdenes del Almirante Coligny en el bando Protestante durante las guerras civlies en Francia.
Dos años más tarde, sirvió como capitán bajo Walter Devereux, I conde de Essex, que estaba tratando de impulsar la colonización de la provincia irlandesa del Ulster. Servía de apoyo a su hermano William al frente de un ejército de 100 caballeros reclutados por su padre, por aquel entonces Lord Teniente de Berkshire.
Cuando el conde de Essex atacó a Sorley Boy MacDonnell en Antrim, este y otros jefes escoceses habían mandado a sus esposas e hijos a Rathlin Island para protegerles. Lord Essex envió entonces a Norreys a la isla con órdenes de matar a todas aquellas personas que encontrara.
Norreys, que contaba con piezas de artillería, destruyó las defensas sin problemas, y tras un violento asalto capturó y asesinó a toda la población, excepto jefes y familiares que fueron mantenidos con vida para intercambiarlos. En total, doscientas personas murieron en el castillo. Varios cientos de personas, principalmente mujeres y niños que habían encontrado refugio en las cuevas de los acantilados fueron perseguidos y masacrados.
Las tropas inglesas levantaron un fuerte en la isla, pero fue evacuado tres meses después cuando Norreys y sus tropas fueron llamados a Dublín.
En 1577, Norreys dirigió un contingente de voluntarios ingleses en los Países Bajos, luchando en el bando de los Estados Generales levantadas en armas contra el gobierno de Felipe II de España al comienzo de la Guerra de los Ochenta Años. En un enfrentamiento durante la batalla de Rijmenam, el 2 de agosto de 1578, sus hombres fueron rechazados por una tropa de 3.000 hombres encabezada por Don Juan de Austria. A lo largo de 1579 colaboró con el ejército francés y fue puesto al mando de todas las tropas inglesas, 150 soldados y 450 caballeros. En febrero de 1580 consiguió levantar el sitio de Steenwijk y trató de entorpecer las operaciones españolas en torno a Meppel.
Sus victorias como mercenario contribuyeron a mantener alta la moral de los ejércitos Protestantes y le convirtieron en un personaje famoso en Inglaterra. La moral de sus hombres dependía de los pagos de los Estados Generales y Norreys se ganó reputación como líder fuerte. Tras varias campañas más en Flandes junto al Duque de Anjou, Norreys fue nombrado embajador no oficial de Isabel I. En 1584 regresó a Inglaterra para apoyar la declaración de guerra contra España para luchar por la liberación de los Estados Generales de la supuesta tiranía de los Habsburgo.

## Regreso a Irlanda
En marzo de 1584, Norreys abandonó los Países Bajos para ser destinado a Irlanda en julio, al ser nombrado Presidente Provincial de Munster. Norreys incentivó la colonización de la provincia con colonos ingleses, pero la situación resultaba insostenible, llegando a ser abandonado por muchos de los hombres que le habían acompañado en los Países Bajos.
En septiembre de ese mismo año, Norreys acompañó al Lord Diputado John Perrot y al Conde de Ormond en una expedición al Ulster con el fin de controlar a los escoceses de The Route y los Glynns. Norreys consiguió capturar 50.000 cabezas de ganado en los bosques de Glencokyne, privando al enemigo de sus medios de subsistencia. La campaña no tuvo demasiado éxito, y los escoceses simplemente se retiraron a Kintyre para volver a Irlanda en cuanto los ingleses se retiraron al sur. Norreys regresó a Munster, pero fue convocado a Dublín en 1585 para la inauguración del Parlamento, representando a la ciudad de Cork. Como parlamentario, solicitó medidas que contribuyeran a reforzar la autoridad real en la isla. Igualmente, protestó cuando se le prohibió lanzar una nueva campaña en el Ulster.

## Guerra Anglo-Española
Al conocer el Sitio de Amberes, Norreys se apresuró a solicitar apoyo para los holandeses protestantes y se dirigió inmediatamente a Londres en mayo de 1585, dejando la presidencia de Munster en manos de su hermano Thomas. En agosto se puso al frente de un ejército inglés de 4.400 hombres enviado por la reina Isabel para apoyar a los Estados Generales en su lucha contra los españoles, en virtud de lo acordado en el Tratado de Nonsuch. Esta tropa de infantería consiguió rechazar a las fuerzas del Duque de Parma cerca de Aarschot y constituyó una amenaza para las fuerzas hispanas hasta que se agotaron los suministros. La tasa de mortalidad de sus hombres aumentó alarmantemente, pero se había conseguido eliminar el aura de invencibilidad de los tercios españoles, e Isabel I decidió implicarse plenamente en la guerra.
En diciembre de 1585, el conde de Leicester desembarcó en los Países Bajos, convirtiéndose en Gobernador General. Durante un ataque contra Farnesio, Norreys recibió una herida de pica en el pecho, aunque consiguió aliviar el sitio de Grave, la última barrera para los españoles en el norte; Leicester le ordenó caballero por esta victoria durante un gran festín en Utrecht el día de San Jorge, junto con sus hermanos Edward y Henry. Pero los españoles consiguieron finalmente entrar en Grave por traición. Leicester dio orden de decapitar al traidor, a lo que Norreys se opuso, presumiblemente porque mantenía relaciones con la tía del traidor.
A partir de entonces, el enfrentamiento entre ambos comandantes continuó durante la campaña, que acabó siendo un fracaso. Leicester comparaba a Norreys con el conde de Sussex, uno de sus principales enemigos. Pese a los intentos de Leicester por que Norreys fuera reenviado a Inglaterra, éste continuó en servicio en los Países Bajos y se le destinó a Utrecht en agosto de 1586. Esta decisión acabaría por revelarse como problemática, ya que Leicester no situó a William Stanley bajo las órdenes de Norreys. Ambos se encontraron en una escaramuza en Zutphen, en la que resultó fatalmente herido Sir Philip Sidney.
Por el otoño de ese mismo año, Leicester pareció haber olvidado pasados resentimientos y estaba orgulloso de Norreys, al igual que los Estados Generales, que vertían encomiosas opiniones sobre su labor. Sin embargo, Norreys fue llamado a Inglaterra en octubre, donde la reina le recibió con desdén, aparentemente por los problemas habidos con Leicester; antes de un año, sin embargo, Norreys había regresado ya a los Países Bajos, donde el nuevo comandante, Willoughby, reconoció que Norreys sería el hombre más apropiado para el puesto con el comentario "Si yo fuera suficiente, Norreys sería superfluo".

## Expediciones marítimas
A comienzos de 1588, Norreys regresó a Inglaterra, donde fue presentado con el título de Maestro de Artes en Oxford
Ese mismo año, y ante la esperada aparición de la Armada Invencible, fue nombrado Mariscal de Campo en West Tilbury bajo las órdenes de Leicester. Visitó las fortificaciones de Dover y en octubre regresó a los Países Bajos como embajador ante los Estados Generales. Preparó la retirada de tropas inglesas para preparar una expedición con destino a Portugal tras la derrota de la Armada Invencible, tratando de aprovechar el mal momento de los españoles.
En abril del año siguiente, Norreys partió con Drake al frente de una fuerza de 23.000 hombres (conocida como la Invencible Inglesa) con la misión de asolar las costas hispanas y apoyar al Prior de Crato en sus aspiraciones de alcanzar la Corona portuguesa. 8.000 soldados de Norreys desembarcaron en La Coruña y prendieron fuego a la parte inferior de la ciudad pero perdiendo más de 1000 hombres y 5 buques. Norreys atacó después Lisboa,  pero lo cierto es que el ejército inglés tuvo que soportar una durísima marcha hasta llegar a Lisboa, siendo diezmados por los constantes ataques de las partidas hispano-portuguesas, que les causaron cientos de bajas, y por las epidemias que ya traían de los barcos. Además, las autoridades españolas habían vaciado de materiales y pertrechos utilizables por los ingleses todos los pueblos entre Peniche y Lisboa. Por otro lado, la esperada adhesión de la población portuguesa no se produjo nunca. Más bien al contrario, la población civil lusa hizo el completo vacío a las tropas inglesas, y en todo el camino hacia Lisboa los ingleses no consiguieron sumar más que unos 300 hombres. En realidad, parece que para los portugueses de a pie, los supuestos libertadores no eran más que unos herejes que llevaban años saqueando sus costas y atacando sus barcos pesqueros y mercantes.14 Por otro lado, los ingleses no contaban más que con 44 caballos, por lo que tenían que transportar la mayor parte del material haciendo uso de los soldados. Al llegar los ingleses a Lisboa, tras haber recorrido 75 kilómetros infernales, su situación era dramática porque carecían de medios para forzar su entrada en la capital. Les faltaban pólvora y municiones, no tenían caballos ni cañones suficientes y se les habían agotado los alimentos.
Sorprendentemente para los ingleses, la ciudad no solo no daba muestras de pretender rendirse, sino que se aprestaba a la defensa. La guarnición lisboeta estaba compuesta por unos 7.000 hombres entre españoles y portugueses. Si bien las autoridades españolas no confiaban totalmente en las tropas portuguesas, nunca llegaron a producirse levantamientos ni motines. Por otra parte, en el puerto fondeaban unos 40 barcos de vela bajo mando de don Matías de Alburquerque, y las 18 galeras de la Escuadra de Portugal, bajo mando de don Alonso de Bazán (hermano del ilustre marino español), se preparaban para el combate.
Inmediatamente las galeras de Bazán atacaron a las fuerzas terrestres inglesas desde la ribera del Tajo causando numerosas bajas a los invasores con su artillería y con el fuego de mosquetería de las tropas embarcadas. Los ingleses buscaron refugio en el convento de Santa Catalina, pero fueron acribillados por la artillería de la galera comandada por el capitán Montfrui, y se vieron forzados a salir y continuar la marcha bajo un fuego incesante. La noche siguiente, los soldados de Norreys montaron su campamento en la oscuridad para evitar ser detectados por las temibles galeras. Al no conseguir localizar la posición de las tropas invasoras, don Alonso de Bazán ordenó simular un desembarco echando varios botes al agua, indicando a sus hombres que hiciesen el mayor ruido posible, que disparasen al aire y gritasen, lo cual provocó inmediatamente la alerta y la confusión en el campamento inglés, que se preparó para la defensa. Las galeras españolas distinguieron en la oscuridad los fuegos de las antorchas y las mechas encendidas de las armas inglesas, por lo que Bazán ordenó concentrar el fuego de sus barcos en las luces, lo que provocó una nueva matanza entre los ingleses.15
Vista de Lisboa desde el Castillo de San Jorge. En él se acantonaban las tropas ibéricas en 1589.
Al día siguiente, Norreys intentó asaltar la ciudad por el barrio de Alcántara, pero de nuevo las galeras acribillaron a las tropas inglesas forzándolas a dispersarse y retirarse para ponerse a cubierto, tras haberles causado un gran número de muertos. Tras conocerse que algunos habían vuelto a buscar refugio en el convento de Santa Catalina las galeras abrieron de nuevo fuego contra el edificio forzando a los atrincherados a salir y matando a muchos de ellos. Posteriormente, los prisioneros ingleses relatarían el pavor que les producían las galeras de Bazán, responsables de un enorme número de bajas entre sus filas. Finalmente Bazán desembarcó 300 soldados para atacar desde tierra al maltrecho ejército inglés.
Durante los combates, la pasividad de Drake que no se decidía a entrar en batalla provocó un aluvión de reproches por parte de Norreys y Crato que lo acusaron de cobardía. Drake alegaba que no tenía posibilidades de entrar en Lisboa debido a las fuertes defensas y al mal estado de su tripulación. Lo cierto es que mientras las tropas terrestres llevaban todo el peso de la batalla, el almirante inglés se mantenía a la expectativa, bien porque realmente no pudiese hacer nada, bien porque estuviese esperando el momento adecuado para entrar en batalla cuando la victoria fuese segura y recoger los laureles.
En cualquier caso, el 11 de junio entraban en Lisboa otras 9 galeras de la escuadra de España, bajo mando de don Martín de Padilla transportando a 1.000 soldados de refuerzo. Esto supuso el punto de inflexión definitivo en la batalla, y el 16 de junio, siendo ya insostenible la situación del ejército inglés, Norreys ordenó la retirada. Inmediatamente se ordenó a las tropas hispano-lusas salir en persecución de los ingleses. Si bien no se registraron combates de entidad, las tropas ibéricas hicieron numerosos prisioneros que iban quedando rezagados y se apropiaron de gran cantidad de pertrechos ingleses. Sorprendentemente, también se hicieron con los papeles secretos de don Antonio de Crato, que incluían una lista con los nombres de numerosos conjurados contra el Imperio Español, y los expedicionarios regresaron a Inglaterra. De esta forma, la "Invencible Inglesa" no consiguió aprovecharse de la derrota de la Armada Invencible, entronar a  Antonio de Crato en Portugal o cortar la Flota de Indias, sino que fue un desastre aún mayor a todos los niveles. Posteriormente tanto Norreys como Drake, suplicarían a la reina ocultar lo ocurrido al llegar a Plymouth.
En 1591 y 1593, Norreys colaboró con Enrique IV de Francia en su lucha contra la Liga Católica en Bretaña. En la primera de sus campañas capturó Guingamp y derrotó a los ejércitos de la liga en Chateau Laudran, hasta que parte de sus tropas fueron enviadas al Conde de Essex, que se encontraba luchando en Normandía, y Norreys regresó a Inglaterra. En 1593 tomó la fortaleza de Crozon, cerca de Brest. Pese a ser un notable éxito militar, perdió 1.500 hombres en la acción y resultó herido. Consiguió romper el sitio de Malinas ese mismo año, pero abandonó Brest a finales de 1594.

## Regreso al Ulster
Norreys fue nombrado comandante para asistir al nuevo Lord Diputado de Irlanda, Sir William Russell, en abril de 1595, pero las relaciones entre ambos nunca fueron buenas. El conde de Essex intentó colocar a subordinados suyos junto a Norreys, pero este consiguió una patente especial que le concedía libertad de acción en el Ulster. Se esperaba que su reputación fuera suficiente para detener cualquier conato de rebelión.
Norreys llegó a Waterford en mayo de 1595, pero se contagió de malaria al tocar puerto. En junio partió por fin hacia Dublín con 2900 hombres y artillería. Tras la proclamación de Hugh O'Neill como traidor, Norreys convirtió Newry en su cuartel general y fortificó la catedral de Armagh. Al conocer la existencia de artillería en Newry, O'Neill abandonó su castillo de Dungannon y se dispuso a presentar batalla. Norreys acampó a lo largo del río Blackwater, mientras que O'Neill controlaba la orilla opuesta; se preparó un vado, pero las tropas inglesas no llegaron a cruzar, ya que hubiera sido totalmente inútil.
Mientras Russell permaneció con las tropas, Norreys se negó a asumir la responsabilidad total del ejército, por lo que Russell acabó volviendo a Dublín en julio de 1595, dejando vía libre a su comandante para que actuara en el Ulster. Pero Norreys también tuvo contratiempos: era imposible pacificar la provincia con los medios disponibles, y acusó a Russell de haberlo engañado y de ocultar al gobierno de Londres los problemas del ejército. Informó al William Cecil, secretario de la reina, de que los rebeldes eran mucho más fuertes en armamento y fuerzas que en otras ocasiones y que los ingleses necesitaban refuerzos.
La situación se deterioraba tan rápidamente que Norreys decidió no arriesgarse a cruzar el Moyry Pass entre Newry y Dundalk, prefiriendo transportar las tropas por mar; sin embargo, Russell decidió marchar ese mismo verano hasta el río Blackwater sin dificultades, lo que supuso un duro golpe a la reputación de Norreys. Se enviaron más tropas desde Inglaterra y se ordenó que cada compañía debía incorporar 20 irlandeses, aunque se sabía que era una decisión arriesgada. No obstante, para Norreys sus unidades estaban formadas por viejos labradores y vagabundos.
O'Neill entregó a Norreys una carta escrita de sumisión, pero fue rechazada siguiendo la opinión del Consejo de Dublín, debido a las demandas del irlandés para que fuera reconocida su supremacía en sus territorios. Norreys decidió invernar en Armagh, resultando herido durante un ataque rebelde sobre Markethill.
Con la aprobación de Londres, y ante el temor a la intervención española y papal, se acordó una tregua con los rebeldes hasta el 1 de enero de 1596, tregua que sería prorrogada hasta mayo. Al año siguiente, Norreys acordó una nueva tregua en Dundalk, criticada por Russell, ya que permitía ganar tiempo a O'Neill para una eventual intervención extranjera. Para Russell, Norreys mantenía una relaciones demasiado afectuosas con O'Neill, y la delicadeza mostrada con los conquistados resultaba completamente inapropiada. En mayo, O'Neill informó a Norreys de la entrevista mantenida con un emisario español y le aseguró que había rechazado la ayuda ofrecida por Felipe II.
En junio de 1596, Norreys se vio obligado a desplazarse a Connaught junto a sir Geoffrey Fenton para negociar con los señores locales. Censuró la actuación del presidente provincial Richard Bingham que habría empujado a los nobles irlandeses a la rebelión, aunque reconociendo la influencia de Red Hugh O'Donnell, aliado de O'Neill, en los sucesos, especialmente después de la toma del castillo de Sligo por los rebeldes. Bingham fue suspendido y enviado a Dublín, desde donde viajó a Londres para ser juzgado. Sin embargo, Norreys no consiguió pacificar la provincia, y pese a la sumisión formal de la nobleza irlandesa, las hostilidades se reiniciaron en cuanto regresó a Newry en diciembre.
A estas alturas, Norreys se encontraba ya harto de la situación y trató de conseguir otro destino, aduciendo problemas de salud y la pesadumbre por su situación. Como siempre, Russell reaccionó criticando a Norreys, lo que desestabilizó aún más al gobierno irlandés.
Finalmente, a finales de 1596, se decidió que tanto Norreys como Russel salieran del Ulster; Norreys volvió a Munster, y Russell a Inglaterra. Sin tener claro cual iba a ser su destino, Norreys permaneció en Newry negociando con Tyrone, mientras que Russell fue reemplazado en mayo de 1597 por un nuevo Lord Diputado, Sir William Burgh. Burgh ya había tenido sus problemas con Norreys en los Países Bajos y era un hombre de Essex, lo que no resultó del agrado de Norreys, que consideró el nombramiento como una nueva desgracia para él.

## Muerte
Norreys regresó a Munster como presidente, pero su salud era frágil y trató de ser relevado de sus responsabilidades. Se quejaba de que había "perdido más sangre al servicio de su Majestad que nadie que conociera". Debido a las condiciones de la época, sus antiguas heridas acabaron gangrenándose; además, se encontraba aquejado de melancolía, debida a la poca estima de la corona por sus veintiséis años de servicios. Finalmente, falleció el 3 de julio de 1597 en casa de su hermano Thomas en Mallow, Cork.
El cadáver de Norreys fue embalsamado, y la reina envió una carta de condolencia a sus padres, que habían perdido a varios de sus hijos en Irlanda. Fue enterrado en la iglesia de Yattendon, Berkshire.